# Kusicielka (film 1926)
Kusicielka (The Temptress) – amerykański dramat filmowy z 1926 roku. Adaptacja powieści Vicente Blasco Ibáñeza.

## O filmie
Prace nad filmem ruszyły w marcu 1926. Mauritz Stiller miał oryginalnie nakręcić film, jednak ze względu na rosnące koszty produkcji i nieporozumienia z MGM został zwolniony i zastąpiony przez Freda Niblo. W obrazie tym Greta Garbo nosiła wiele ekstrawaganckich kostiumów.
Film dostał pozytywne recenzje i przyniósł dochód w wysokości niemal miliona dolarów.

## Obsada
- Greta Garbo jako Elena
- Antonio Moreno jako Manuel Robledo
- Marc McDermott jako Fontenoy
- Armand Kaliz jako Marquis de Torre Bianca
- Roy D'Arcy jako Manos Duras